# Montillot
Montillot es una localidad y comuna francesa situada en la región de Borgoña, departamento de Yonne, en el distrito de Avallon y cantón de Vézelay.

## Demografía
| 649 | 729 | 822 | 888 | 940 | 958 | 981 | 959 | 904 | 911 | 885 | 850 | 839 | 777 | 718 | 691 | 638 | 602 | 555 | 535 | 459 | 444 | 396 | 336 | 330 | 329 | 326 | 310 | 269 | 250 | 261 | 278 | 280 |
| Para los censos de 1962 a 1999 la población legal corresponde a la población sin duplicidades (Fuente: INSEE [Consultar]) |     |     |     |     |     |     |     |     |     |     |     |     |     |     |     |     |     |     |     |     |     |     |     |     |     |     |     |     |     |     |     |     |